# Качугское городское поселение
Ка́чугское городско́е поселе́ние — муниципальное образование со статусом городского поселения в Качугском районе Иркутской области Российской Федерации.
Административный центр — посёлок городского типа Качуг.

## Население
| 2010  | 2011  | 2012  | 2013  | 2014  | 2015  | 2016  |
| ----- | ----- | ----- | ----- | ----- | ----- | ----- |
| 7011  | ↘6992 | ↗7009 | ↘6971 | ↘6960 | ↗6965 | ↗6977 |
| 2017  | 2021  |       |       |       |       |       |
| ↘6950 | ↘6421 |       |       |       |       |       |

## Состав городского поселения
В состав муниципального образования входит один населённый пункт.
| № | Населённый пункт | Тип населённого пункта                          | Население |
| - | ---------------- | ----------------------------------------------- | --------- |
| 1 | Качуг            | посёлок городского типа, административный центр | ↘6421     |